# Blaž Košorok
Blaž Košorok, slovenski pravnik, * 1972, Ljubljana.
Med novembrom 2012 in julijem 2016 je bil direktor Holdinga Slovenske elektrarne (HSE).

## Življenjepis
Leta 1999 je diplomiral na Pravni fakulteti v Ljubljani. V času študija in po njem je delal kot strokovni sodelavec dunajske odvetniške pisarne Rechtsanwaltskanzlei Brandstetter & Partner. Kot univerzitetni diplomirani pravnik z državnim pravosodnim izpitom je služboval v Odvetniški pisarni Košorok in partnerji (1999-2004) in Odvetniški pisarni Andrej Stanovnik (2004-05), na Višjem sodišču v Ljubljani je v letu 2003 delal kot sodniški pripravnik.
Od novembra 2005 do novembra 2012 je vodil Termoelektrarno Toplarno Ljubljana (TE-TOL), največji energetski objekt v Sloveniji, ki v soproizvodnji proizvaja toplotno in električno energijo. Mandat mu je potekel novembra 2012. Z novembrom 2012 je prevzel vodenje Holdinga Slovenske elektrarne (HSE), največje slovenske organizacije s področja elektroenergetike. HSE je največji proizvajalec in trgovec z električno energijo na veleprodajnem trgu v Sloveniji.
Je član upravnega odbora Energetske zbornice Slovenije pri GZS, član programskega odbora Slovenskega nacionalnega komiteja Svetovnega energetskega sveta (SNK-WEC) in član Mestne volilne komisije. Znotraj gospodarskega foruma stranke SDS vodi sekcijo za energetiko, okolje in alternativne vire energije. Med 25. oktobrom 2007 in 5. februarjem 2009 je bil član nadzornega sveta Holdinga Slovenskih železnic.
Novembra 2016 se je zaposlil v podjetju Akrapovič kot direktor splošno-komercialnega področja. Decembra 2017 je zapustil podjetje.

## Zasebno življenje
Košorok je aktiven tudi v spodbujanju družbeno-odgovornih projektov s področja izobraževanja, humanitarnosti in športa, tako v lokalnem in širšem okolju, v katerega je vpet TE-TOL, med drugim je dejaven v programih EKO šol in EKO vrtcev, v projektih društva Slovenski E-Forum, Ustanove Rdeča žoga itd.
V prostem času se rad posveča športu, predvsem teku in podvodnem ribolovu, obenem pa zelo rad ustvarja v kuhinji.